# ジョアン・マテウス・アダミ
ジョアン・マテウス・アダミ（Joam Mattheus Adami または イタリア語：Giovanni Matteo Adami、1576年5月17日 - 1633年10月22日）は、イタリア・マツァーラ生まれのカトリック教会の司祭、宣教師。イエズス会士。
1602年にインドへ向かって出発し、1604年に日本に着いた。筑後国の柳川（現・柳川市）の司祭館の上長の役を多年に務め、1614年11月にはマカオに追放されたが、1618年7月、日本に帰り、主として奥州の宣教活動に従事した。その後、捕縛され1633年10月22日、長崎において穴吊るしの刑で殉教した。

## 来歴
イタリアのシチリアの南西部にある都市、マツァーラ・デル・バーロ（シチリア語：Mazzra マザーラ）で1576年5月17日に生まれたアダミは、1595年に19歳でイエズス会に入り、ローマのコレジオ・ロマーノで、哲学と神学を学び、司祭に叙階された。さらに神学の研究を志し、1602年にインドのゴアを経て、マカオに向かう。コレジオ・マカオ で神学の研究を完成し、1604年に日本に着いた。

## 日本での宣教とマカオへの追放
1604年にジャンク船に乗りマカオから海を渡り、九州の大村で日本語の勉強を始める。1604年9月23日には日本において神学の学位を受けた。同年、キリスト教を棄教した領主の大村喜前によって他の神父と共に大村を追われ、大分の豊後高田教会へ身を寄せる。1607年から筑後の柳川（現・柳川市）の司祭館の主任司祭となり、そこで修道士の山（やま）ジョアンと出会い、日本語も上達し、山の協力を得て7年間を務める。1612年に江戸幕府が禁教令を布告したため、1614年11月に38歳でマカオに追放された。同じく山も追放され、マカオに流される。

## 日本への再入国
1618年7月、アダミは他の日本人修道士らとともに九州の天草に再上陸し、1619年まで大矢野（現・上天草市）に留まっていたが、1620年、九州での迫害が厳しくなり、日本の東北地方である奥州へ向かい、そこで再会した山とともに宣教活動に従事した。アダミは会津若松近くの猪苗代のセミナリオに在住していたが、猪苗代を知行する岡越後（定俊）は熱心なキリシタンで、キリシタン大名である蒲生氏郷の会津入封に従い九州から移って来た。ローマ法王パウロ5世が日本の信徒へ送った激励の教書を、1620年に司祭であるジョアン・バプチスタ・ポルロが会津にも届け、翌年に奥州の主だった17名のキリシタンがローマ法王へ奉答文を送ったが、その中には会津の柴山パウロ長左衛門、大森ジョアン喜右衛門、中牧主水、坂本三太夫の署名が含まれる。

## 猪苗代城の内紛と長崎での殉教
1623年6月10日付の米沢、若松、最上地方における1622年4月から1623年4月までの年次報告書で、岡越後が病弱となり、猪苗代で内紛と迫害が始まったことをアダミは伝えている。猪苗代城代で越後の甥にあたる岡左衛門佐（さえもんすけ）は、一度は洗礼を受けたが棄教し、越後が病弱となると家臣の妻女を暴行するなど家臣や越後を脅迫し、棄教を迫った。越後の長男も左衛門佐に棄教を迫られ早逝し、1622年8月、息子の死後4日目に越後が事故死する。さらに、その4カ月後に越後の娘婿が病死すると、左衛門佐が猪苗代城代を継いだ。そのような状況下でも、この地域では1622年4月から1623年4月までに732人が受洗し、さらに1623年6月までに400人を超える受洗者がいた。1624年にアダミは奥州の出羽（山形）での殉教 について報告しているが、一方、会津の金山（かねやま）では1625年に360人が受洗した。しかし、氏郷の孫にあたる蒲生忠郷が左衛門佐の進言でキリシタンの迫害を始めると、アダミは居場所を失い、後で殉教することになる柴山などの信者らの家を転々と泊まり歩いた。1626年、古参の家臣で猪苗代城の勘定係だった林コスモ主計が左衛門佐の命令で斬首により殉教すると、1630年にアダミは山を会津の教会に残し、江戸（現・東京）を経て長崎へ向かう。その後、山は江戸に送られ1633年に66歳で穴吊るしの刑によって殉教している。その後、アダミは捕縛され1633年10月22日（和暦:寛永10年9月21日）、長崎西坂の丘で穴吊るしの刑によって57歳で殉教した。それは福者に列せられた中浦ジュリアンが同じ場所で穴吊るしの刑で殉教した翌日であった。